# Dolle Dinsdag
Dolle Dinsdag is een term uit de Tweede Wereldoorlog, gemunt door Willem van den Hout, als aanduiding voor dinsdag 5 september 1944. Op die dag speelden zich in heel Nederland emotionele taferelen af naar aanleiding van de berichten dat het land nu elk moment bevrijd kon worden van de Duitse bezetting. De geallieerden hadden namelijk in de voorgaande dagen in hoog tempo terrein gewonnen.

## Brussel - Antwerpen - Rotterdam?
Op zondag 3 september was Brussel bevrijd en op maandag 4 september was Antwerpen op de Duitsers veroverd. De optimistische Nederlanders rekenden dit tempo door: op 5 september zou men in Rotterdam kunnen zijn, op 6 september in Utrecht en Amsterdam, en de rest zou dan snel volgen. In Zuid-Nederland had men al het gebulder van de kanonnen kunnen horen.
Geruchten werden aangedikt, en al snel ging de mare rond dat bepaalde plaatsen in Zuid-Nederland al bevrijd waren. In Rotterdam werd beweerd dat de geallieerden bij Moerdijk waren, en in Amsterdam werd beweerd dat ze in Rotterdam en Den Haag zouden zijn. Dit werd versterkt door een Brits radiobericht, dat liet weten dat Breda inderdaad bevrijd zou zijn.

### Voorbarig feest en een overhaaste vlucht
Veel Nederlanders maakten zich de volgende dag op om hun bevrijders te begroeten. Vlaggen en oranje vaandels werden tevoorschijn gehaald en bedrijven liepen leeg omdat het personeel de geallieerden op straat wilde opwachten. Onder Duitsers en NSB'ers brak paniek uit; administraties werden haastig vernietigd en velen sloegen op de vlucht. Er werden circa 40 treinen ingezet om NSB-gezinnen te vervoeren. Hierbij is een trein uit Amsterdam bij Diemen onder vuur genomen door geallieerde jachtvliegtuigen, wat leidde tot 30 doden en tientallen gewonden.
Veel NSB'ers verbleven tijdelijk op de Lüneburger Heide in Duitsland, terwijl Mussert naar de Bellinckhof bij Almelo verhuisde.

### Oponthoud
Wat de Nederlandse bevolking niet wist, was dat de omvang van de geallieerde troepen op dat moment nog te klein was om heel Nederland te kunnen bevrijden. De geallieerde hoofdmacht was nog in Frankrijk en de troepen die naar Antwerpen waren opgerukt hadden slechts een dunne corridor in België bevrijd. Daarbij was er een bevoorradingsprobleem, doordat de aanvoerlijnen te lang waren geworden en afhankelijk waren van een enkele kunstmatige haven, daar de Duitsers zich in de Franse havensteden gefortificeerd hadden.
De Nederlandse grens was zelfs in het geheel niet bereikt. Aan weerszijden was het gebied nog bezet en de vooruitgeschoven troepen liepen het risico afgesneden te worden. Er waren aanwijzingen dat de Duitsers zich aan het hergroeperen waren. Het geallieerde opperbevel durfde daarom een verdere stoot in noordelijke richting niet aan, temeer daar het voornaamste doel, Antwerpen, al bereikt was.
Het valse radiobericht over de niet-bestaande bevrijding van Breda had te maken met het feit dat ook het geallieerde opperbevel nauwelijks wist waar zijn eigen troepen waren, door de snelheid waarmee was opgerukt. Pas enkele dagen later zouden de geallieerden de Nederlandse grens overschrijden met verkenningspatrouilles, en op 14 september 1944 werd Maastricht als eerste belangrijke Nederlandse stad bevrijd.

### Vastgelopen opmars
Toen Operatie Market Garden mislukte door de Duitse overwinning in de Slag om Arnhem eind september, was het duidelijk dat althans voor Noord-Nederland de bevrijding nog wel een tijdje op zich zou laten wachten. West-Nederland moest na Dolle Dinsdag nog een Hongerwinter doorstaan, voor het op 5 mei 1945 werd bevrijd.

## Etymologie
De naam Dolle Dinsdag werd voor het eerst aangetroffen in De Gil, een als verzetsblad vermomd propagandakrantje dat door de bezetter werd bekostigd. Op 15 september kopte het blaadje over de gebeurtenissen op 5 september: GENERALE REPETITIE - DURE LES VAN DOLLEN DINSDAG. De allitererende regels werden geschreven door Willem van den Hout, die na de oorlog onder de naam Willy van der Heide bekendheid zou vergaren als schrijver van de succesvolle jeugdboeken over Bob Evers.